# Ksar Sbahi
Ksar Sbahi (em árabe: قصر الصباحى) é uma comuna localizada na província de Oum El Bouaghi, Argélia. De acordo com o censo de 2008, a população total da cidade era de 11 833 habitantes.